# USS Reliant NCC-1864
USS Reliant NCC-1864 was een fictief ruimteschip uit het Star Trek universum.
De USS Reliant was een Starfleet ruimteschip van de Miranda-klasse. Het schip stond onder bevel van kapitein Clark Terrell. Zijn eerste officier was commander Pavel Chekov. In 2285 onderzocht de Reliant planeten voor een geschikte locatie om het Genesis Project te testen. Tijdens onderzoek van de planeet Ceti Alpha V werden de kapitein en zijn eerste officier gevangengenomen door Khan Noonien Singh, die zich daarna meester maakte van de Reliant. Hiermee ging hij het gevecht aan met de USS Enterprise NCC-1701 onder leiding van de door Khan hartgrondig gehate kapitein James T. Kirk. Uiteindelijk wist Kirk in de Mutara nevel de Reliant te verslaan, waarna Khan zijn schip met het Genesis apparaat opblies.